# Frogner
Frogner je 5. městská část norského hlavního města Osla. Do roku 2017, kdy byl předstihnut Grünerløkkou, byl nejlidnatější částí města. Většina obvodu se vyznačuje hustou zástavbou, ale některé jeho části jsou zastavěné řidčeji: poloostrov Bygdøy nebo Frognerparken. Kromě řady obytných budov a komerční zástavby se zde také nachází významná muzea: Norské lidové muzeum, Muzeum vikingské lodi, Norské námořní muzeum, Muzeum Fram a Muzeum Kon-Tiki, všechna na poloostrově Bygdøy, a pak také Vigelandsanlegget, nejnavštěvovanější turistická atrakce v zemi. Dále se zde nachází několik vysokých škol, jako Norská hudební akademie nebo Norská policejní univerzita, a podél ulice Drammensveien většina ambasád cizích zemí.
Na západě jej od obvodu Ullern odděluje řeka Frogner, na severu kde dosahuje k Suhmsově ulici má pak krátkou hranici s obvody Vestre Aker a Nordre Aker. Na východě hraničí s obvodem St. Hanshaugen, od kterého jej odděluje ulice Pilestredet, a na jihu sousedí s čtvrtěmi Aker Brygge a Ruseløkka v centru. Poloostrov Bygdøy je se zbytkem obodu spojen u zálivu Frognerkilen. Zahrnuje čtvrti Bygdøy, Frogner, Frognerparken, Majorstuen nord, Majorstuen syd, Homansbyen, Uranienborg a Skillebekk. Obvod vznikl v roce 2004 sloučením starších obvodů Bygdøy-Frogner a Uranienborg-Majorstuen, k nimž byly rozšířeny o čtvrť Filipstad, která dříve patřila k centru, ale ztratili ostrovy ve fjordu, které získal obvod Gamle Oslo.

## Galerie

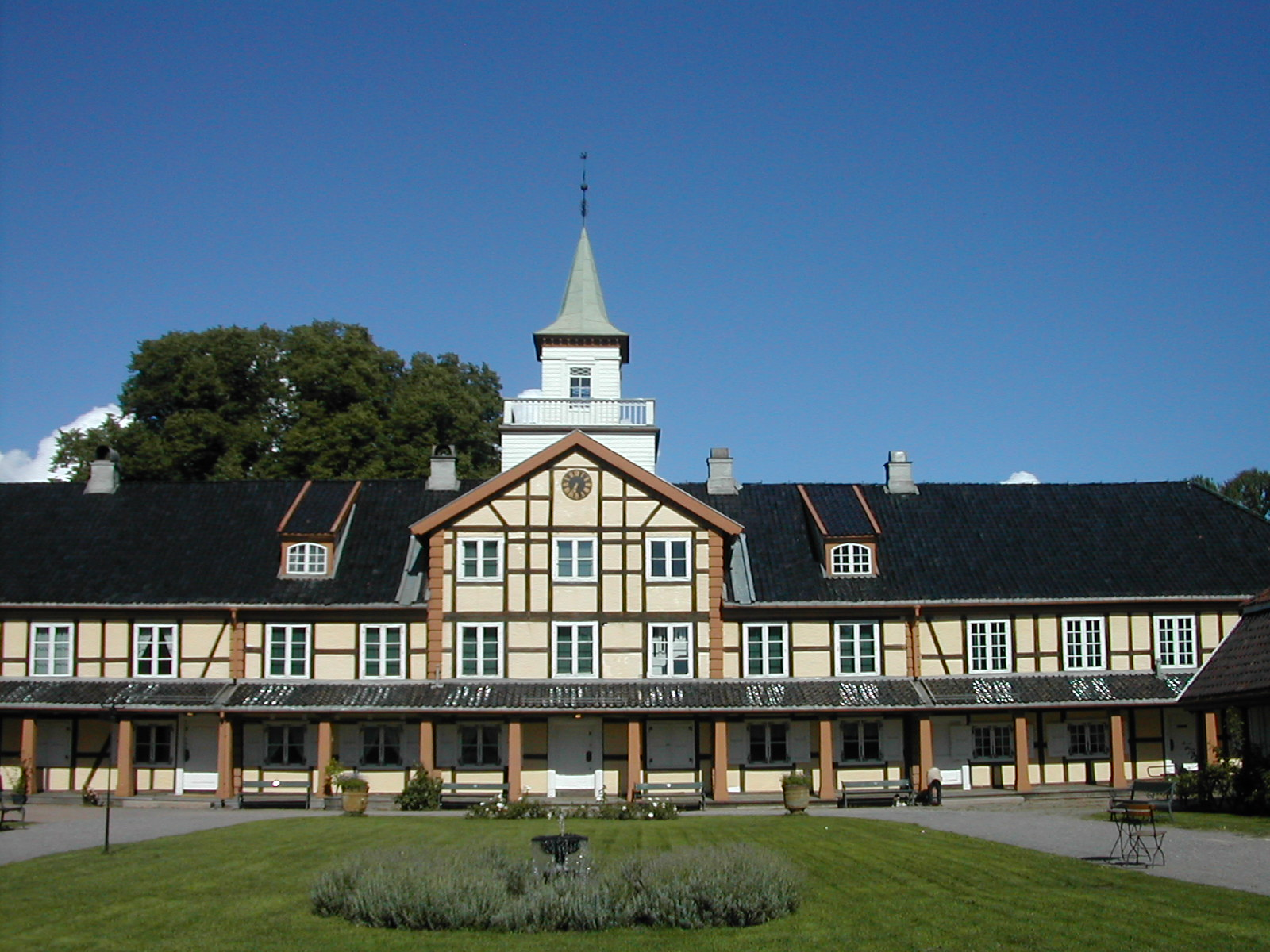
Panské sídlo Frogner
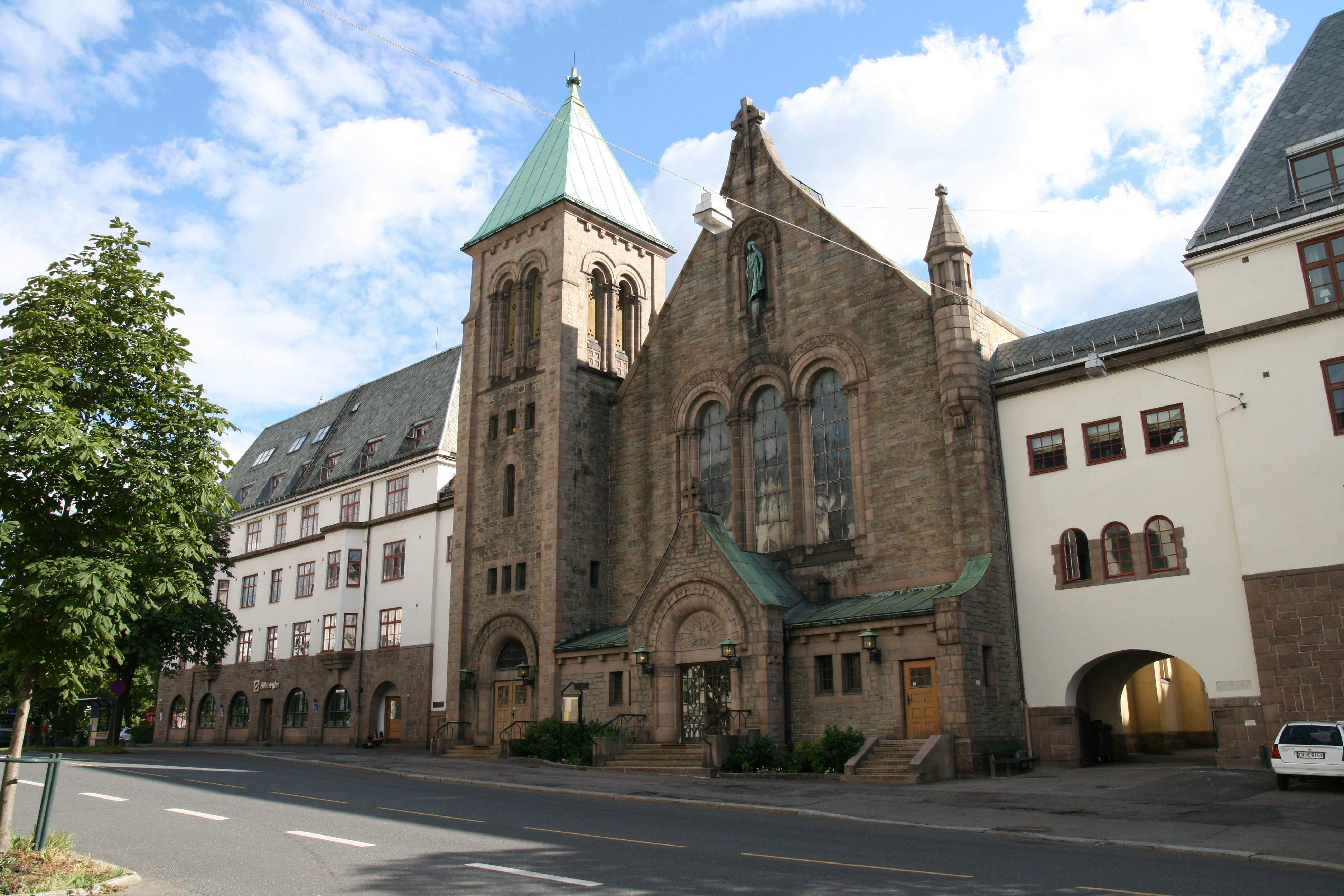
Kostel Frogner kirke
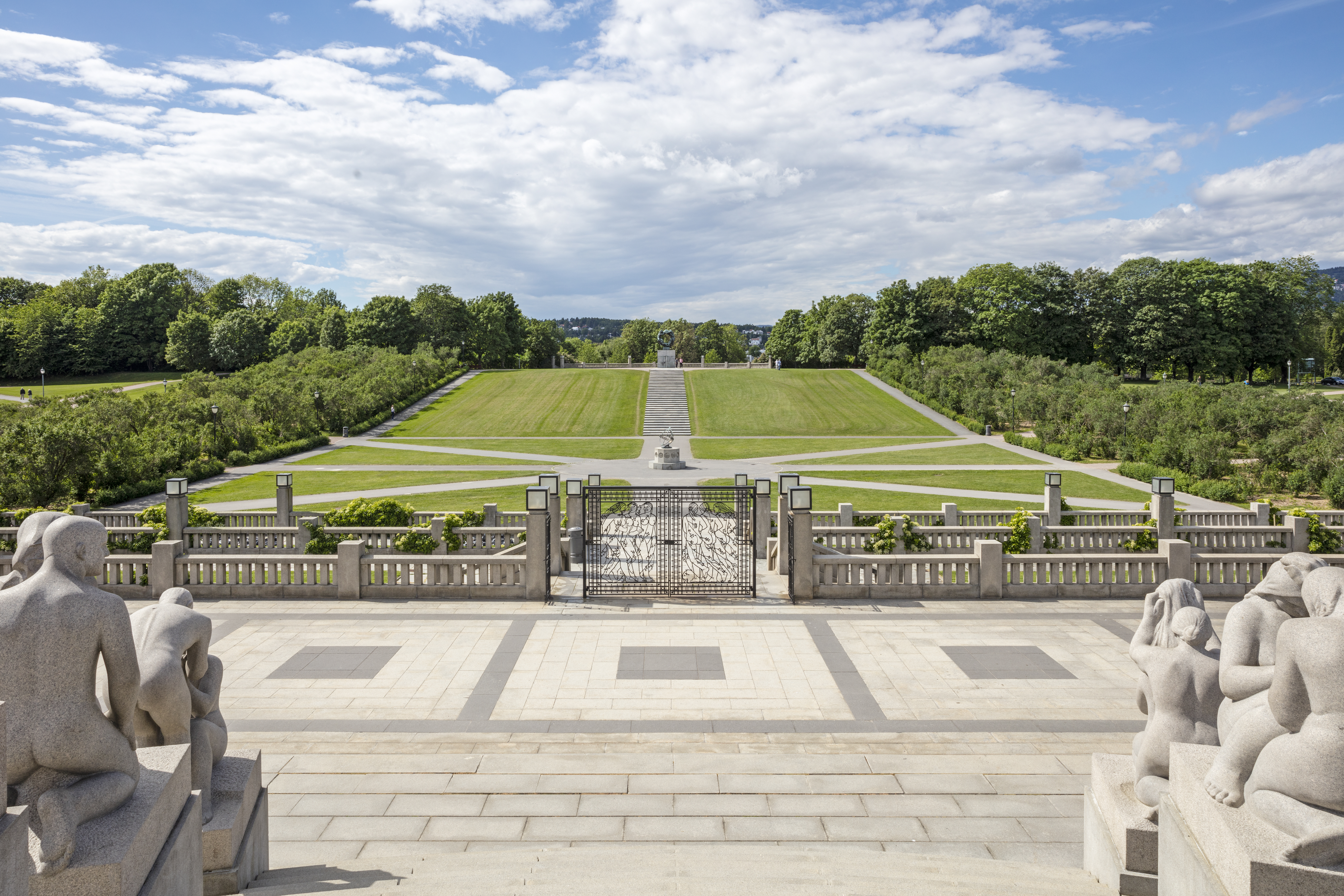
Pohled na park Frogner od Vigelandovy instalace
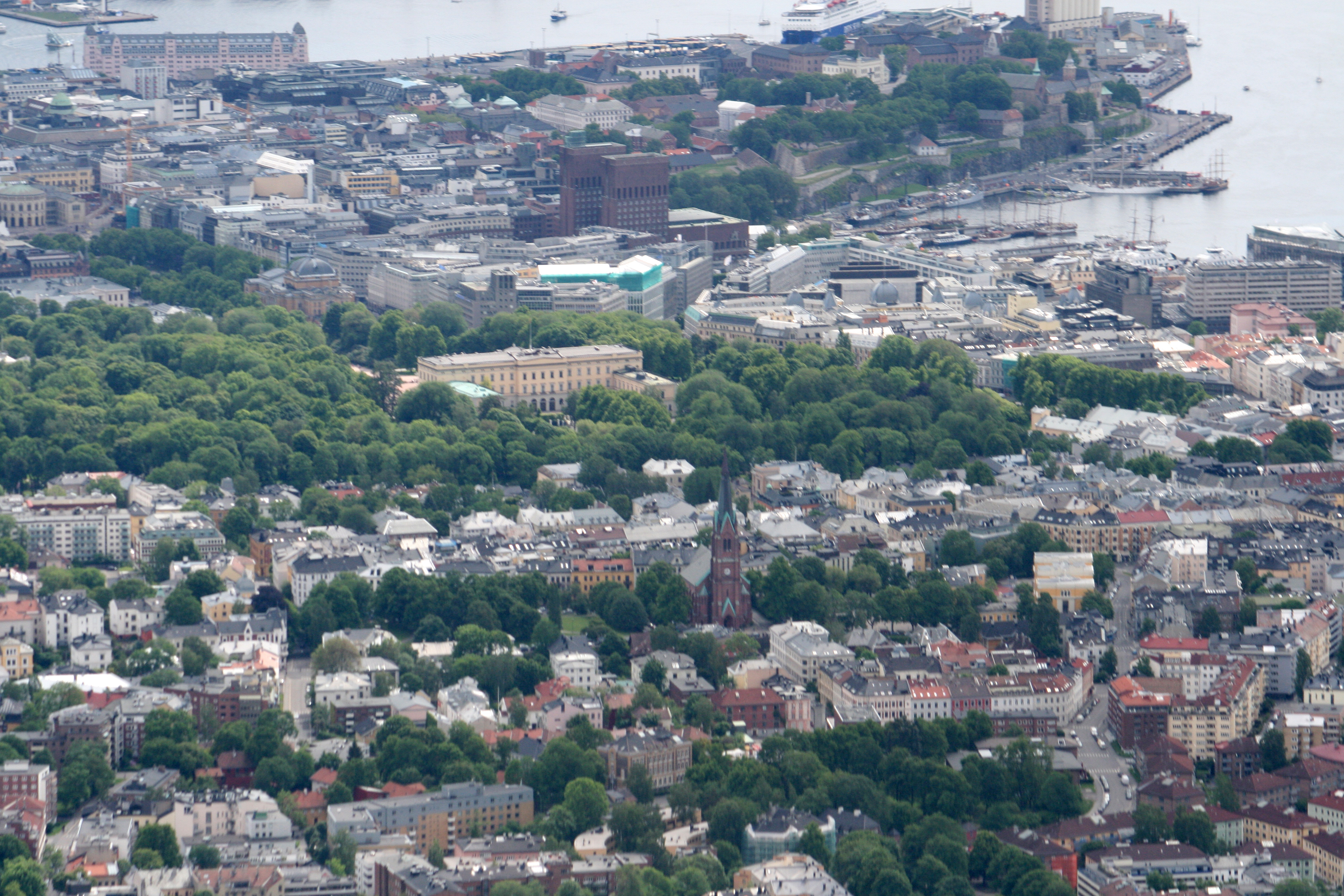
Letecký pohled na Uranienborg v popředí, Radnice a pevnost Akerhus v pozadí
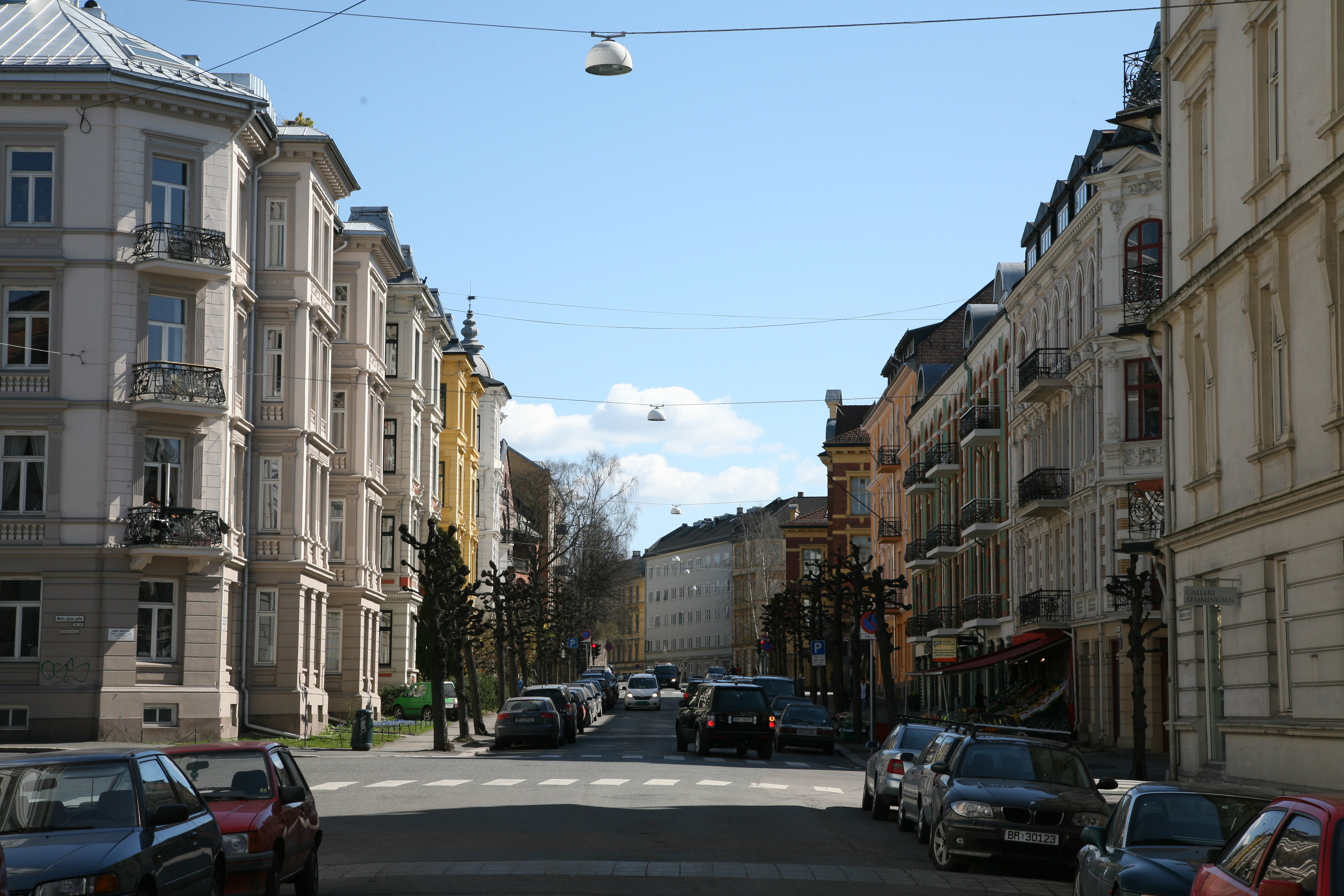
Colbjørnsenova ulice ve čtvrti Frogner